# 関牧村
関 牧村（グァン・ムーツン、1953年11月6日 - ）は、中華人民共和国の歌手。政府から中国国家一級演員に認定されている。中国音楽家協会副主席、中国音楽家協会会員、全国青連常委、全国青年連合会副主席、第七至九届全国政協委員。

## 略歴
1953年11月6日に河南省新郷市の満州族家庭に生まれた。母親は胃がんで亡くなり、父親は文化大革命の反革命分子とされ監獄へ収監されたことから困窮を極め、中学卒業後は家族のために天津鋼銼工場で旋盤工として7年間働いた。
小学の時、天津市小紅花合唱団に入団。
1970年、文化大革命の時、天津歌舞団に入団、独唱歌手を担当。
1984年に中央音楽学院声楽系に入学、彼女をスカウトした沈湘に師事した。
1985年、中国共産党に入党。
1991年、天津南開大学研究生院で造詣を深め。専攻は中国明清曲。
2008年11月7日、天津師範大学音楽と影視学院兼職教授に採用。
2012年、中共十八大代表に当選。

## 家族
1983年、王星軍（新疆籍の映画俳優）と結婚し息子を儲けるも、お互いに多忙でまた性格の不一致から離婚。
1998年、江泓（経済学者）と再婚した。

## 代表曲
- 一支難忘の歌
- 打起手鼓唱起歌
- 吐魯番の葡萄熟了

## ディスコグラフィ
- 吐魯番の葡萄熟了
- 小路
- 歌声放牧
- 伝奇再現
- 月光下の関牧村
- 感恩の心

## 主な賞歴
1979年、全国「新長征突撃手」称号
1984年、第一届中国中央電視台青年歌手大賞賽二等賞
198年、中華人民共和国文化部優秀演員賞
1986年、「全国聴衆最喜愛の歌唱演員」の「濠江杯」賞
1989年、首届中国金唱片賞
1989年、第十三回世界青年聯歓節の国際「芸術成就」賞
1992年、中華人民共和国文化部「優秀専家」称号
1998年、国家民委「民族団結進歩模範」称号
2000年、「全国先進工作者」称号、「全国巾幗建功先進工作者」称号
2012年、第六回中国演芸界「十大孝子」称号